# آشپزی صربی

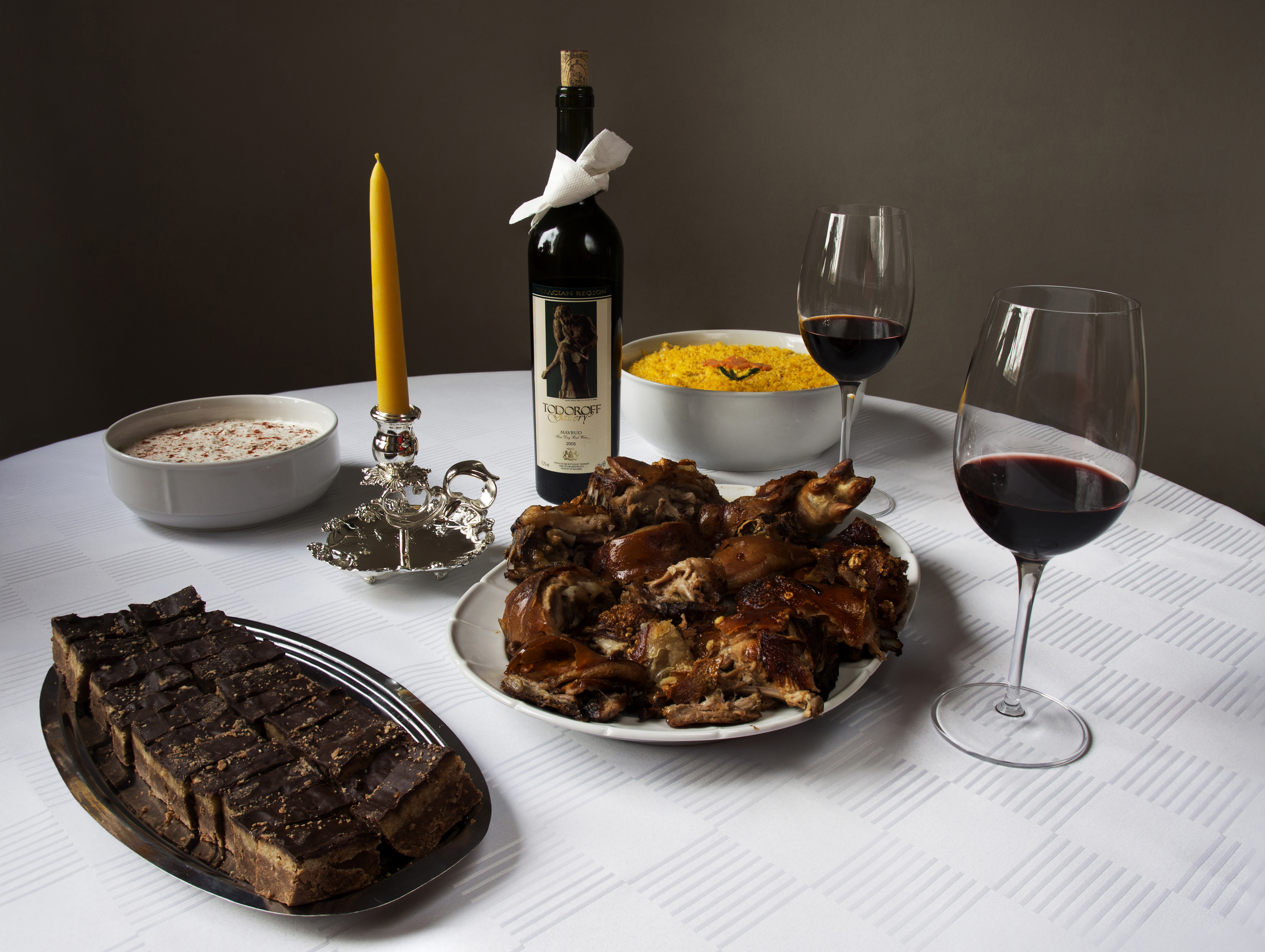
یک میز شام معمولی صربستان هنگام کریسمس.

آشپزی صربی (صربی: српска кухиња / srpska kuhinja) یک آشپزی بالکان است که از رسوم و روشهای آشپزی صربستان تشکیل شده‌است. ریشه‌های این آشپزی در تاریخ صربستان، از قبیل قرن‌ها ارتباط و تأثیر فرهنگی با یونانی‌ها و امپراتوری بیزانس، امپراتوری عثمانی، دولت منحل شده یوگسلاوی و همسایگان بالکان صربستان نهفته‌است. از لحاظ تاریخی، غذای صربی با تأثیرپذیری فراوان از آشپزی بیزانس (آشپزی یونانی) و آشپزی مدیترانه‌ای، در عین حال از آشپزی اروپای شرقی، و در حد کمتری آشپزی اروپای مرکزی توصیف شده‌است.